# Traveller's Tales
Traveller's Tales är en brittisk datorspelsutvecklare grundad 1990 och baserad i Knutsford, Cheshire, England. Företaget är en del av TT Games-gruppen, tillsammans med TT Games Publishing.

## Historik
Förutom att de har haft ett nära samarbete med Disney, då de har producerat flera spel baserat på deras filmer (särskilt de från Pixar, som Toy Story och Hitta Nemo), är de även kända för att ligga bakom spelen Sonic 3D, Sonic R och det framgångsrika Lego Star Wars: The Video Game samt spel gjorda av Psygnosis där de är mest kända för att ha skapat 3D-effekterna, antagligen för att ge spelen lite realism. Deras första spel var Leander. De ligger även bakom en spelversion av Bram Stoker's Dracula.
Deras senare titlar inkluderar de populära franchiserna Crash Bandicoot, The Chronicles of Narnia, Super Monkey Ball Adventure, Lego Star Wars II: The Original Trilogy, samt WRC och F1 för PSP. De har sålt över 38 miljoner spel, och har vunnit en BAFTA för spelarupplevelse med Lego Star Wars II: The Original Trilogy.
Företaget köptes upp av Warner Bros. den 8 november 2007. Sedan dess har företaget fortsatt att operera, med utvecklandet av titlar som Lego Batman: The Video Game, Lego Indiana Jones 2: The Adventure Continues, Lego Harry Potter: Years 1-4 samt Lego Lord of the Rings (en legoversion av Sagan om ringen-trilogin).